# John Hope (Lord Hope)
John Hope (1794–1858) est un juge écossais et propriétaire foncier. 

## Biographie

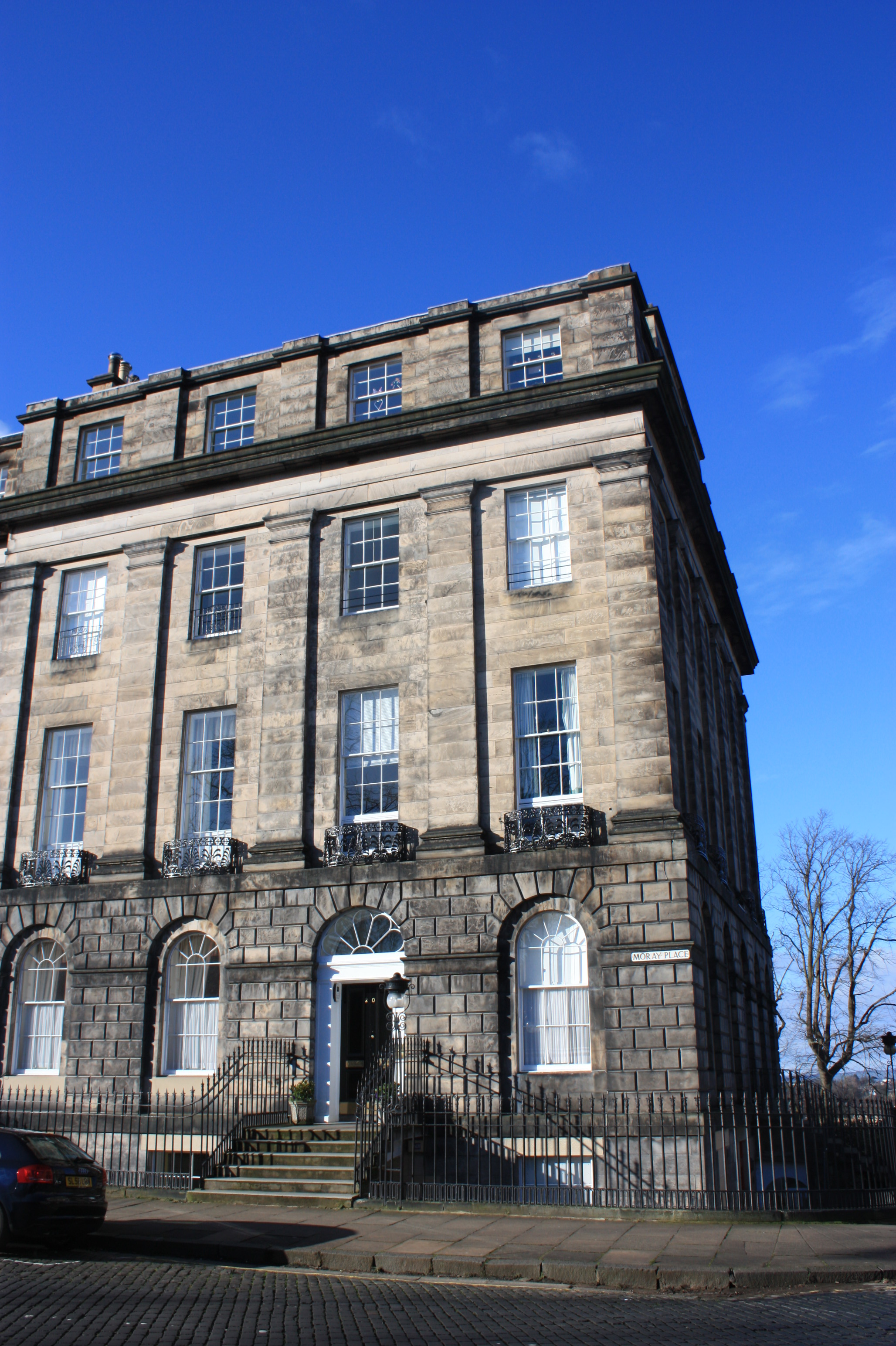
maison de ville de Lord Hope au 20 Moray Place, Édimbourg

Il est le fils aîné de Charles Hope, lord président de la Cour de session, et de Lady Charlotte Hope, et est né le 26 mai 1794. Il fait ses études au lycée d'Édimbourg. 
Il est admis avocat le 23 novembre 1810. Il est élu membre de la Royal Society of Edinburgh en 1818, ses proposants étant Thomas Charles Hope, Thomas Allan et Alexander Gillespie (en) . 
Lorsque William Rae (3e baronnet) (en) est devenu Lord Advocate, il est nommé comme l'un de ses adjoints. Le 25 juin 1822, James Abercromby demande sans succès à la Chambre des communes la nomination d'une commission d'enquête sur la conduite du Lord Advocate et des autres officiers de justice de la Couronne en Écosse en ce qui concerne la presse publique. Hope envoie à Abercromby une lettre de protestation et est convoqué pour se rendre à la chambre. Il est entendu au barreau pour sa propre défense le 17 juillet suivant (Parl. Débats, nouveau ser. vii. 1668-1673  ), mais bien qu'il soit unanimement convenu qu'il a été coupable d'une atteinte aux privilèges de la chambre, aucune autre procédure n'est engagée en la matière. 
À la mort de James Wedderburn en novembre de la même année, il est nommé par Lord Liverpool comme Solliciteur général pour l'Écosse, poste qu'il occupe jusqu'à la formation du ministère de Lord Gray en 1830, lorsqu'il est remplacé par Henry Cockburn. 
Le 17 décembre 1830, il est élu doyen de la Faculté des avocats à la place de Francis Jeffrey, en faveur duquel Hope a renoncé à ses prétentions à la présidence l'année précédente. 
En 1841, il succède à David Boyle (Lord Boyle) (en) comme Lord Justice Clerk, prenant place sur le banc en tant que président de la deuxième division de la cour de session le 16 novembre 1841, et le 17 avril 1844 est admis au Conseil privé. Il préside la deuxième chambre du tribunal civil, ainsi que presque tous les procès d'importance qui ont eu lieu à la Haute Cour de justice au cours de ses dix-sept ans de fonctions. 
Il est mort chez lui, 20 Moray Place, Édimbourg, le 14 juin 1858, d'une attaque soudaine de paralysie et est enterré à Ormiston, près de Tranent. 
En comparant les barreaux anglais et écossais, Cockburn fait l'allusion suivante au style de plaidoyer de Hope : "Je n'ai entendu aucune voix tendue, et je n'ai pas vu une goutte de sueur au barreau au cours de ces huit jours. Notre doyen sous haute pression hurle, gesticule et transpire plus en toute matinée que tout le barreau d'Angleterre (je ne dis rien de l'Irlande) sous un règne "(Memorials of his Time, i.114). Sir Walter Scott avait une très haute opinion de lui (Lockhart, Life of Scott, 1845, p.   587).

## Famille
En août 1825, il épouse Jessie Scott Irving, fille de Thomas Irving de Shetland, avec qui il a plusieurs enfants. Sa veuve lui a survécu et est décédée à Royal Terrace, Édimbourg, le 26 janvier 1872, à l'âge de 79 ans. Sa fille unique, Charlotte, est décédée à Malte, le 3 novembre 1853, à l'âge de 24 ans. Elle est enterrée à Floriana et sa tombe est toujours visible au jardin historique de Msida Bastion. 